# Distremocephalus mexicanus
Distremocephalus mexicanus är en skalbaggsart som först beskrevs av Wittmer 1963.  Distremocephalus mexicanus ingår i släktet Distremocephalus och familjen Phengodidae. Inga underarter finns listade i Catalogue of Life.